# 自衛消防組織 (防火対象物)
自衛消防組織（じえいしょうぼうそしき）は消防法8条の2の5に基づき一定規模を有する防火対象物の管理権原者に設置が義務付けられている防火対象物内の事業所の従業員により構成された自衛の消防組織。
なお、危険物を大量に取り扱う一定の大規模な事業所にも自衛消防組織が編成されているがこちらは消防法第14条の4に基づいており法的根拠が異なる。

## 防火対象物
自衛消防組織、防火自衛消防組織を設置しなければならない防火対象物は、消防法第8条が該当する以下の大規模建築物等。1つの防火対象物に複数の管理権原者がいるときは共同して自衛消防組織を置かなければならない（消防法施行令第4条の2の5）。
- 劇場等、風俗営業店舗、飲食店等、百貨店等、ホテル等、病院・社会福祉施設等、学校等、図書館・博物館等、公衆浴場等、車両の停車場等、神社・寺院等[1]、工場等、駐車場等、その他の事業場、文化財[2]
  - 地階を除く地上階の階数が11以上の防火対象物　延べ面積10,00平方メートル以上
  - 地階を除く地上階の階数が5以上10以下の防火対象物　延べ面積20,000平方メートル以上
  - 地階を除く地上階の階数が4以下の防火対象物　延べ面積50,000平方メートル以上
- 延べ面積1,000平方メートル以上の地下街

### 複合用途防火対象物
- 11階以上の階にある防火対象物 延べ面積　延べ面積10,000平方メートル以上
- 5階以上10階以下の階にある防火対象物 延べ面積20,000平方メートル以上
- 4階以下の階にある防火対象物 延べ面積　延べ面積50,000平方メートル以上

## 自衛消防業務講習
2007（平成19）年6月の消防法改正により、防火対象物となる大規模建築物等（前述）については、自衛消防業務講習の修了者等を統括管理者及び本部隊の各班の班長として配置した自衛消防組織の設置が義務づけられた。
該当する防火対象物の管理権原者は自衛消防業務講習の修了者等を責任者である統括管理者及び各班の班長に充てた自衛消防組織を設置し、設置届を所轄消防長か消防署長に届け出なければならない。
各自治体の消防局等または委託した公益財団法人、一般財団法人等が講習を行う。東京消防庁管内では、防災センター要員講習と自衛消防業務講習は、同一のカリキュラムで2日間（座学1日、実技1日）実施され、講習の最後には、1時間の効果測定が行われる。講習修了者は、防災センター要員講習修了証と自衛消防業務講習修了証を取得できる。
自衛消防業務講習修了者は、講習後5年以内ごとに自衛消防業務再講習（1日の講習）を受けることが義務付けられている。 

### 講習科目
東京都で実施する講習は以下の科目で行われる。自衛消防組織で統括管理者及び本部隊の各班の班長として従事し、受講申請時にすでに甲種防火管理講習と防災管理講習の2つの修了証を取得している場合は、1日目の座学が免除される。
1. 防火管理及び防災管理の意義及び制度
2. 自衛消防組織並びにその統括管理者及び要員の役割と責任
3. 防災設備等に関する知識
4. 防災設備等の取扱い並びに自衛消防組織の統括管理者及び要員の災害対応に係る総合訓練
5. 効果測定

## 自衛消防組織の編成
統括管理者及び本部隊の各班の班長として従事する者は、自衛消防業務講習受講対象者（受講資格はない）。 
- 本部隊
  - 通報連絡班
  - 初期消火班
  - 避難誘導班
  - 応急救護班
- 地区隊